# 東京都立神津高等学校
東京都立神津高等学校（とうきょうとりつ こうづ こうとうがっこう）は、東京都神津島村にある公立の高等学校である。

## 概要
神津島唯一の高校。2018年度の在校生は43人。存続のための生徒数確保も兼ねて、島外からの「島留学生」を受け入れている。島外出身者は従来、島民宅にホームステイしていたが、2018年、男子生徒が寄宿する「しらすな寮」を整備。2019年には女子寮も隣接して整備された。。

新海誠のアニメ映画『天気の子』の主人公、森嶋帆高の通う学校「東京都立神津島高校」のモデルになっている。

## 沿革
- 1972年（昭和47年） - 開校。授業は神津島村立神津小学校を使用。
- 1973年（昭和48年） - 現在地に移転（当時の神津島立神津中学校内に設置）。
- 1980年（昭和55年） - 中学校が移転。

## 学科
- 普通科